# Conus hyaena
Espèce
Statut de conservation UICN

 LC  : Préoccupation mineure
Conus hyaena est une espèce de mollusques gastéropodes marins de la famille des Conidae.
Comme toutes les espèces du genre Conus, ces escargots sont prédateurs et venimeux. Ils sont capables de « piquer » les humains et doivent donc être manipulés avec précaution, voire pas du tout.

## Description
La taille d'une coquille adulte varie entre 29 mm et 80,5 mm. La coquille est quelque peu gonflée au-dessus. La spire est striée. La couleur de la coquille est brun jaunâtre clair, variée par des stries plus foncées, et de faibles lignes ou rangées de taches tournantes, souvent indistinctement plus claires au milieu.

## Distribution
Cette espèce est présente dans l'océan Indien au large de Madagascar, dans le Golfe du Bengale, et dans l'océan Pacifique au large des Philippines et de l'Indonésie ; dans la mer de Chine méridionale.

### Niveau de risque d’extinction de l’espèce
Selon l'analyse de l'UICN réalisée en 2011 pour la définition du niveau de risque d'extinction, Cette espèce est présente depuis la côte nord-ouest de l'Inde jusqu'au Sri Lanka, puis vers l'est jusqu'en Indonésie et vers le nord jusqu'à Hong Kong. Sa sous-espèce, Conus hyaena concolor, est connue des îles Salomon et de la Papouasie-Nouvelle-Guinée, et a été récemment signalée dans la zone indonésienne. Cette espèce est largement distribuée dans l'Indo-Pacifique et il n'y a pas de menaces actuelles connues. Elle est donc classée dans la catégorie préoccupation mineure.

## Taxonomie

### Publication originale
L'espèce Conus hyaena a été décrite pour la première fois en 1792 par le conchyliologiste danois Christian Hee Hwass (1731-1803) dans la publication intitulée « Encyclopédie méthodique ou par ordre de matières Histoire naturelle des vers - volume 1 » écrite par le naturaliste français Jean-Guillaume Bruguière (1750-1798),.

### Synonymes
- Conus (Rhizoconus) hyaena Hwass, 1792 · appellation alternative
- Conus halli da Motta, 1983 · non accepté
- Conus incarnatus Reeve, 1844 · non accepté
- Conus kobelti Löbbecke, 1882 · non accepté
- Conus mutabilis Reeve, 1844 · non accepté
- Conus tribunus Crosse, 1865 · non accepté
- Rhizoconus hyaena (Hwass, 1792) · non accepté

### Sous-espèces
- Conus hyaena concolor G. B. Sowerby II, 1841
- Conus hyaena hyaena Hwass, 1792